# Robert A. Taft

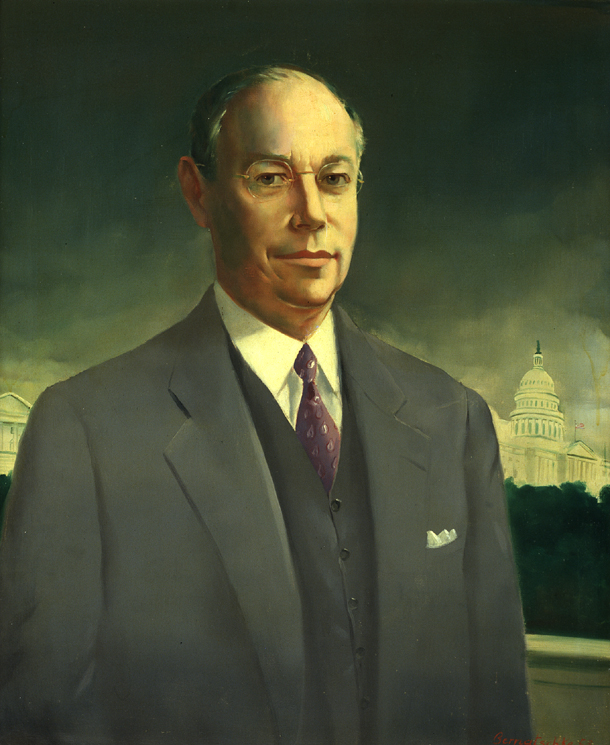
Robert A. Taft

Robert Alphonso Taft (* 8. September 1889 in Cincinnati, Ohio; † 31. Juli 1953 in New York City) war ein US-amerikanischer Politiker und Mitglied der Republikanischen Partei. Er entstammt der berühmten Taft-Familie aus Ohio, die seit dem 18. Jahrhundert in Ohio lebt und eine Reihe bedeutender US-Politiker und Persönlichkeiten hervorbrachte, so etwa seinen Sohn Robert Taft junior oder seinen Vater William Howard Taft, den 27. Präsidenten der Vereinigten Staaten. Taft galt seinerzeit als einer der prägendsten Politiker der Konservativen Bewegung.

## Familie, Kindheit, Jugend und Einstieg ins Berufsleben

### Elternhaus
Robert Alphonso Taft war Enkel des berühmten Justiz- sowie Kriegsministers Alphonso Taft und Sohn des späteren US-Präsidenten William Howard Taft und dessen Gattin Helen. Der Clan der Tafts ist eine der bedeutendsten Familien Ohios und diesbezüglich etwa mit den Kennedys, Bushs und anderen führenden Familien vergleichbar, weil sie wiederholt prominente Repräsentanten der Vereinigten Staaten, insbesondere im Bereich der Politik und der Justiz, stellen konnten, darunter Richter, Gouverneure und mit Tafts Vater sogar einen Präsidenten der Vereinigten Staaten.

### Kindheit und Jugend
Einige Jahre seiner Kindheit verbrachte Taft auf den Philippinen, da sein Vater William H. Taft dort als Gouverneur der damals zu den Vereinigten Staaten gehörigen Inseln fungierte.
Schon zu Tafts Lebzeiten wurde ihm nachgesagt, er habe eine brillante Auffassungsgabe für komplexe Sachverhalte. In seiner Schulzeit stellte er dies erstmals unter Beweis. Er war bereits Klassenprimus in der Taft School, einer Privatschule unter Leitung eines Onkels.

### Studium und erste berufliche Tätigkeiten
Im Anschluss an seine Schulzeit besuchte Taft als Student das Yale College. Dort avancierte er erneut zum Jahrgangsbesten des Jahres 1910. Dies konnte er auch nach seinem Wechsel an die Harvard Law School wiederholen (1913). Dort studierte er erfolgreich Jura und betätigte sich als Herausgeber der Harvard Law Review heraus. Im Anschluss an sein erfolgreich abgeschlossenes Jurastudium nahm er eine Anstellung bei der Firma Maxwell & Ramsey (heute übergegangen in die Graydon Head & Ritchey LLP) an, um bei der Firma aus Cincinnati, der Stadt seiner Vorfahren, erste Berufserfahrung zu sammeln. Im Herbst 1917, nach dem Eintritt der USA in den Ersten Weltkrieg, meldete er sich als Freiwilliger zum Kriegsdienst, wurde jedoch aufgrund unzureichenden Sehvermögens zurückgestellt. Nach einem anschließenden Intermezzo in Washington, wo er für die Bundesverwaltung für Ernährung tätig gewesen war, und Europa, kehrte er nach Cincinnati zurück, wo er als Anwalt und Teilhaber in einer gemeinschaftlichen Anwaltskanzlei tätig wurde.

### Ehe und Kinder
Am 17. Oktober 1914 heiratete Taft Martha Wheaton Bowers, die Tochter von Lloyd Wheaton Bowers, der ein langjähriger politischer Weggefährte, Mitarbeiter und Vertrauter seines Vaters war. Seine Frau war eine wichtige Stütze in seinem Leben. Sie hatte als Vertrauensperson ihren nicht unerheblichen Anteil an seinem politischen Leben. Auch war sie aufgrund ihres Charmes für Tafts Image sehr bedeutend, da Taft selbst eher sachlich, unterkühlt und wortkarg wirkte und man ihm nachsagte, er sei etwas barsch gewesen.
Taft und seine Frau hatten gemeinsam vier Kinder, allesamt Söhne:
- William Howard Taft III (1915–1991), der unter anderem als US-Botschafter in Irland tätig war.
- Robert Taft, jr. (1917–1993), der in den Senat gewählt wurde;
- Lloyd Bowers Taft I (1923–1985)
- Horace Dwight Taft (1925–1983), der Physikprofessor und Dekan in Yale wurde.[3]

Alle Söhne machten ihrerseits Karriere, jedoch nicht alle in der Politik.
Tafts Enkelsohn Robert Alphonso Taft II, der Sohn von Robert Taft, jr. war von 1999 bis 2007 Gouverneur von Ohio und trat damit in die Fußstapfen seines Großvaters.

## Berufliches und politisches Leben

### Anwaltskanzlei
Robert Taft gründete gemeinsam mit seinem Bruder Charles und weiteren Geschäftspartnern eine Anwaltssozietät, die bis in die Gegenwart unter dem Namen Taft, Stettinus & Hollister firmiert. Taft blieb bis zu seinem Tod in der Kanzlei aktiv.

### Frühe öffentliche Karriere
Weil die Armee ihn aufgrund einer Sehschwäche nicht einzog, begann Taft stattdessen seine Arbeit in der Bundesverwaltung. Seine erste Stelle war 1917 in der Food and Drug Administration, wo er Herbert Hoover kennenlernte. Hoover wurde in der Folge zu Tafts Vorbild. Von 1918 bis 1919 arbeitete Taft in Europa. In Paris war er für die American Relief Administration als Rechtsberater tätig. Er erlebte dort das Ende und die vielfach schlechten Lebensbedingungen in Europa unmittelbar nach dem Ende des Ersten Weltkrieges. Die von Hoover geleitete American Relief Administration verteilte bereits vor Kriegsende und besonders nach dem Krieg Lebensmittel an Zivilisten in Europa, darunter neben den Ländern der Entente auch ins schwer geschlagene Deutschland und ins von Krieg, Bürgerkrieg und der bolschewistischen Revolution erschütterte Russland. Während dieser Tätigkeiten entwickelte Robert A. Taft gegenüber der staatlichen Bürokratie aufgrund ihrer Ineffizienz zunehmendes Misstrauen. Auch sah er die Verwaltungsbürokratie als schädlich für die Rechte des Individuums an. Für Taft waren es jedoch gerade diese individuellen Rechte, die er während seines ganzen politischen Lebens befürwortete, und für die er eintrat. Ebenso wenig wie der administrativen Bürokratie traute Taft dem Völkerbund. Europäischen Politikern misstraute er generell. Einem mit entsprechenden Befugnissen ausgestatteten internationalen Gerichtshof (Weltgericht), das internationalem Recht Geltung verschaffen sollte, stand er befürwortend gegenüber. Allerdings sollte ein solches erst nach seinem Tod entstehen.
1919 kehrte Taft nach Ohio zurück und unterstützte dort sein Idol Hoover während der Wahlkampfkampagne um das Amt des Präsidenten der Vereinigten Staaten von Amerika. In etwa dieselbe Zeit fiel auch die Gründung der Anwaltssozietät mit seinem Bruder Charlie und weiteren Anwälten.

### Erste politische Ämter
Für die Republikaner kandidierte Robert A. Taft 1920 erstmals für einen Sitz im Repräsentantenhaus von Ohio. Prompt erhielt er dort einen Sitz. 1926 avancierte er sogar zum offiziellen Sprecher dieses Hauses. Außerdem war er zur gleichen Zeit dort auch Führer der republikanischen Mehrheitsfraktion.
1930 trat Taft erstmals an, um einen Senatorenposten zu erlangen. Dies gelang ihm zwar bereits im ersten Anlauf, jedoch musste er nach erneuter Abstimmung im Jahre 1932, bei welcher er unterlag, seinen Senatorenstuhl vorübergehend wieder räumen. Gleichwohl blieb er weiterhin politisch und auch juristisch tätig. Vor allem exponierte er sich als Reformer und Modernisierer des veralteten Steuerrechts insbesondere im Bundesstaat Ohio. Außerdem machte er sich als prominenter Gegner des rassistischen Ku-Klux-Klans einen Namen. Auch als Gegner der Prohibition profilierte Taft sich in dieser Zeit. So wurde er zu einem der einflussreichsten Politiker während der Zwischenkriegszeit sowohl auf lokaler Ebene als auch im Bundesstaat Ohio. Außerdem war er in Kreisen der Juristen sehr angesehen.
Zitat: Robert A. Taft über sich (1922): “while I have no difficulty talking, I don’t know how to do any of the eloquence business which makes for enthusiasm or applause”.
Auch wenn Taft eher als langweiliger Redner galt, so war er dennoch ein unermüdlicher Arbeiter mit einem breiten Betätigungsfeld und weitreichendem politischem Interesse. Insbesondere seine hohe Auffassungsgabe und die Fähigkeit selbst komplexe Sachverhalte in verschiedenen Themenbereichen zu überblicken, sie erklären und darstellen zu können, brachte ihm den Respekt vieler Reporter und Politiker ein. Daher haben ihn seine politischen Kontrahenten von den Demokraten etwas scherzhaft mit folgendem Satz umschrieben: “Taft has the best mind in Washington, until he makes it up.”

### Taft als Senator

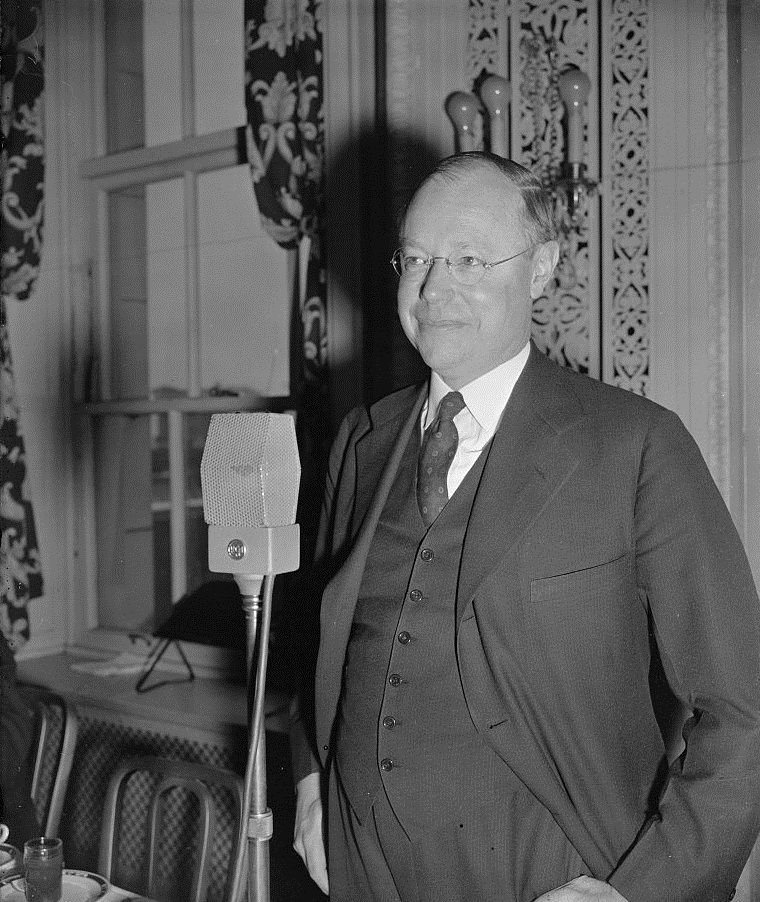
Taft im Jahr 1939

Dreimal wurde Taft zum US-Senator gewählt. Seine erste Amtszeit begann er im Anschluss an die Senatswahlen im Jahre 1938. Gemeinsam mit einigen Demokraten insbesondere aus dem Süden der USA stand er in fundamentaler Opposition zum New Deal, der auf den noch jungen und damals entstehenden Theorien des Ökonomen John Maynard Keynes basierte. Es gelang, das Umsichgreifen der Praktiken des New Deal deutlich zu beschränken, wobei Taft allerdings weiterhin sein Ziel in einer Rücknahme der Maßnahmen des New Deal weiter verfolgte. Dabei beabsichtigte er einerseits eine Straffung und verbesserte Effizienz der Verwaltungsbürokratie, andererseits war er der Auffassung, dass die freie Wirtschaft die Wiedererlangung der nationalen Wirtschaftskraft nach der Weltwirtschaftskrise aus freien Stücken leisten könne, solle und werde. Er bezeichnete den New Deal als sozialistisch und kritisierte die deficit-spending bezeichnete Staatsverschuldung zur Ankurbelung der Wirtschaft und forderte im Gegensatz eine Subventionierung der Landwirtschaft. Ebenso attackierte er wiederholt die aus seiner Sicht ineffektive staatliche Verwaltung und ebenso das National Labor Relations Board. Auf der anderen Seite stand all dem sein grundlegender Einsatz für ein auf wirtschaftliches Wachstum ausgerichtetes, konservatives Programm gegenüber. Dabei befürwortete er die Freiheit individueller wirtschaftlicher Betätigung sowie ein adäquates soziales Wohlfahrtssystem. Überdies war er ein strikter Verfechter einer isolationistischen Politik der USA und stellte sich lange vehement gegen einen möglichen Kriegseintritt der Vereinigten Staaten von Amerika in einen europäischen Krieg. Insbesondere trat er diesbezüglich zwischen 1939 und 1941 in Erscheinung. Nach dem Angriff auf Pearl Harbor unterstützte Taft allerdings doch die Kriegsanstrengungen der Vereinigten Staaten, auch wenn er zuvor lange Zeit das gegen den Krieg Einfluss nehmende America First Committee stärkte, dem er selbst allerdings nie persönlich angehörte.
1944 wurde Taft erneut in den Senat gewählt, ebenso im Jahre 1950. Im Jahre 1944 wurde Taft zum Vorsitzenden der so genannten Senate Republican Conference gewählt, welche in Deutsch am ehesten als Fraktion der republikanischen US-Senatoren zu umschreiben wäre.

### DerTaft-Hartley Labor Actvon 1947
Als die Republikaner die Mehrheit im Kongress 1946 wiedererlangten, konzentrierte Taft sich auf die Belange der Arbeiterschaft und übernahm den Vorsitz des Senate Labor Committee. In dieser Funktion trug er ganz maßgeblich zum Entwurf des nach ihm und Fred A. Hartley benannten Gesetzes bei, das für das Arbeitsrecht in den Vereinigten Staaten bis ins 21. Jahrhundert hinein die Grundlage bildet. Darin werden zwar den Gewerkschaften einige Rechte eingeräumt, im Wesentlichen aber beschneidet es deren Möglichkeiten zu agieren, da „unfaire Gewerkschaftspraxis“, was immer dies bedeuten mochte, verboten wurde. Außerdem wurde den Gewerkschaften die politische Betätigung untersagt. Ebenso zwang das Gesetz jedem Gewerkschaftsführer eine Bestätigung ab, in der dieser ausdrücklich erklären musste, dass er kein Kommunist sei. Dem Präsidenten war es gestattet, vor Gericht Streiks für eine achtzig Tage währende Periode der Beruhigung zu unterbinden, sofern diese das nationale Interesse gefährden könnten. Das Taft-Hartley-Gesetz wurde 1947 gegen das Veto des damaligen demokratischen Präsidenten Harry S. Truman durch eine Zwei-Drittel-Mehrheit unter Zustimmung einiger Abgeordneter der Demokraten durchgesetzt.

### Tafts letzte Jahre als Politiker
Ein weiteres Gesetz, das Tafts maßgebliche Unterstützung und seinen erheblichen Einfluss genoss, war der so genannte Taft-Wagner-Ellender Housing Act, mit dem das öffentliche Wohnungswesen insbesondere im Bereich der Innenstädte durch staatliche Subsidien unterstützt wurde. Ein ebenso von ihm angestrengtes Gesetz zur Reformierung des US-amerikanischen Bildungswesens wurde dagegen nicht umgesetzt. Als Außenpolitiker blieb Taft in dieser Zeit seiner isolationistischen Anschauung treu. In der Sowjetunion unter Stalin sah er trotz zunehmender Differenzen keine wirkliche Gefahr für die Vereinigten Staaten von Amerika, bezeichnete jedoch David Lilienthal als „nachgiebig beim Thema Kommunismus“. Die Truman-Doktrin befürwortete Taft, während er dem Marshallplan nur zögernd zustimmte und der NATO vollkommen ablehnend gegenüberstand. Diese bezeichnete er als unnütz und provokativ gegenüber der Sowjetunion. Bei der Verurteilung von Präsident Trumans Handhabung des Koreakrieges stand er an der Spitze der Kritiker.

### Ambitionen als republikanischer Präsidentschaftskandidat
Im Rahmen der Nominierungskampagnen für die republikanische Präsidentschaftskandidatur bemühte sich Robert A. Taft in insgesamt drei Anläufen vergeblich um die Nominierung als Kandidat der Republikaner für das höchste Staatsamt, das bereits sein Vater einmal bekleidete. 1940 unterlag er dem deutlich charismatischeren Wendell Willkie, während er aber gleichzeitig immer mehr zum Mr. Republican avancierte. Diesen Spitznamen erkämpfte sich Taft als Chefideologe und Wortführer der Befürworter eines außerordentlich konservativen Paläokonservatismus innerhalb der Republikanischen Partei.
Auch 1948 unterlag Taft im Rennen um die Präsidentschaftskandidatur seines politischen Lagers. Stattdessen ging sein Erzrivale, der New Yorker Gouverneur Thomas E. Dewey, als Kandidat gegen Truman ins Rennen. Dabei hatte Taft durchaus starken Rückhalt insbesondere unter den rechtskonservativen Loyalisten, konnte jedoch die Unabhängigen nicht für sich gewinnen. Dies mag unter anderem an seiner ablehnenden Haltung gegenüber dem Sammeln von Wahlkampfgeldern gelegen haben.
Noch einmal versuchte Taft vier Jahre später, 1952, sich als Nachfolger für den nach zwei Amtszeiten aus dem Präsidentenamt scheidenden Truman durchzusetzen, doch er unterlag auch diesmal einem charismatischeren Gegner, nämlich Dwight D. Eisenhower, obwohl er auf eine starke Basis innerhalb seiner Partei vertrauen durfte. Seinen Anhängern versprach er damals, den ehemaligen General Douglas MacArthur als Vizepräsidenten zu nominieren. Nach seiner Niederlage gratulierte er auf einer Zusammenkunft Eisenhower zu seinem Sieg und sicherte ihm seine Unterstützung zu. Gleichwohl zog er sich in seinen Sommersitz in Québec, Kanada, zurück und schwieg. Nach einigen Wochen beklagten sich Eisenhowers Helfer darüber, das Tafts Leute sich nicht einbringen würden. So arrangierte man ein Treffen der Führer der beiden Lager in New York. Dort einigten sich Taft und Eisenhower weitgehend. Eisenhower versprach, die „Partisanen“ Tafts nicht durch Repressalien abzustrafen, die öffentlichen Ausgaben zu beschneiden und hart gegen den Sozialismus im Inland vorzugehen. Innenpolitisch waren die Gegensätze auch nicht sehr groß. Dies sah im Bereich der Außenpolitik grundlegend anders aus. Hier prallten die Meinungen und Überzeugungen Tafts und Eisenhowers zusammen. Taft war immer noch durch seine isolationistische Grundeinstellung ein Gegner der NATO, während Eisenhower ein starker Befürworter der NATO war und sich für eine aktive antikommunistische Außenpolitik starkmachte.
Nach der Amtsübernahme durch Eisenhower unterstützte Taft ihn in innenpolitischen Angelegenheiten erheblich. Dabei kam Taft auch seine neue Funktion als Führer der Mehrheitsfraktion im Senat entgegen. Er arbeitete hart daran, unerfahrenen neuen Bundesbeamten in der Verwaltung zu helfen. Ebenso versuchte er, allerdings ohne allzu großen Erfolg, die exzessiven antikommunistischen Praktiken Joseph McCarthys zu zügeln. Und im April 1953 konnte man die beiden ehemaligen Kontrahenten Taft und Eisenhower gemeinsam und in Freundschaft Golf spielen sehen. Taft lobte Eisenhower öffentlich. Es schien ganz so, als hätte die Niederlage 1952 Taft sanftmütiger gemacht. Jedenfalls verschwanden mit den Ambitionen, das Präsidentenamt zu erobern, auch Tafts ruppige Gangart und innerparteiliche Angriffslust, die ihm den Vergleich mit einem Partisanen einbrachten. Er entwickelte sich zu einer versöhnlich wirkenden und den Ausgleich suchenden Person.

## Tod und Vermächtnis
Nachdem man bei ihm im April 1953 Krebs festgestellt hatte, arbeitete Taft weiterhin hart, aber während einer Operation, in der man den Krebs und seine Ausbreitung untersuchen wollte, stellte man fest, dass dieser bereits weit fortgeschritten war. Nur kurze Zeit später, am 31. Juli 1953, starb Taft infolge einer Hirnblutung noch während seines postoperativen Aufenthalts im Krankenhaus.
Durch Tafts Ableben verlor die junge Regierungsmannschaft einen ihrer wichtigsten Unterstützer.
Robert A. Taft fand seine letzte Ruhe auf dem Indian Hill Episcopal Church Cemetery in seiner Heimatstadt Cincinnati. Zum Nachfolger im Senat wurde Thomas A. Burke ernannt; die Führung der republikanischen Fraktion übernahm William F. Knowland.
Im Jahr 1957 wählte ein Komitee unter dem Vorsitz des damaligen Senators und späteren Präsidenten John F. Kennedy die fünf großartigsten Vorgänger als Senator, deren ovale Porträts den so genannten President’s Room in den Räumlichkeiten des Senats verzieren sollten. Einer der fünf handverlesenen Ex-Senatoren, die hiermit geehrt wurden, war der vier Jahre zuvor verstorbene Robert A. Taft I. Im Jahre 1959 wurde Tafts Bildnis neben vier weiteren offiziell im Senat enthüllt.
Eine andere posthume Ehre wurde Taft zuteil, als John F. Kennedy ihn in seinem mit dem Pulitzer-Preis ausgezeichneten Buch Profiles in Courage beschrieb und seine persönliche Haltung sehr lobte. Ganz ausdrücklich beschrieb und würdigte Kennedy Tafts Kritik am Nürnberger Kriegsverbrecher-Tribunal, welches Taft als ex post facto law bezeichnete, also als ein Gesetz, das retrospektiv auf Fälle angewandt wird, die unter zuvor gültigem Recht keine Straftat gewesen wären.
Ein Denkmal zu Ehren Tafts, das Robert A. Taft Memorial, welches eine Statue und einen Glockenturm umfasst, wurde nahe dem Kapitol in Washington errichtet.